# جلبک‌خوار سیامی
جلبک‌خوار سیامی ماهی که بومی رودخانه‌های تایلند و آسیای جنوب شرقی است یکی از بهترین گزینه‌ها جهت کنترل رشد جلبک در آکواریم‌های محسوب می‌شود و یکی از معدود ماهیان تغذیه کننده از جلبک قرمز است به همین دلیل آکواریم‌های گیاهی که دارای سیستم روشنایی بسیار قوی هستند استفاده از یک گروه چندتایی از آن‌ها می‌تواند بسیار مفید باشد زیرا در چنین آکواریم‌هایی جلبک‌ها از رشد بسیار بالایی برخوردارند. این ماهی آرام را می‌توانید در کنار سایر ماهیان بدون هیچ دردسری نگهداری کنید اما دقت نمایید که آن‌ها را حتماً در گروه‌های بیش از ۵ تایی نگهداری کنید زیرا دراین‌صورت حالت تهاجمی کمتری خواهند داشت. این ماهی بومی رودخانه‌های تایلند آسیای جنوب شرقی است و برای نگهداری موفقیت‌آمیز آن به آکواریمی با پوشش گیاهی و چوب‌های فراوان، PH برابر با۵/۶ الی ۵/۷ و KH برابر با ۵ الی ۱۰ نیاز است.

## نگارخانه

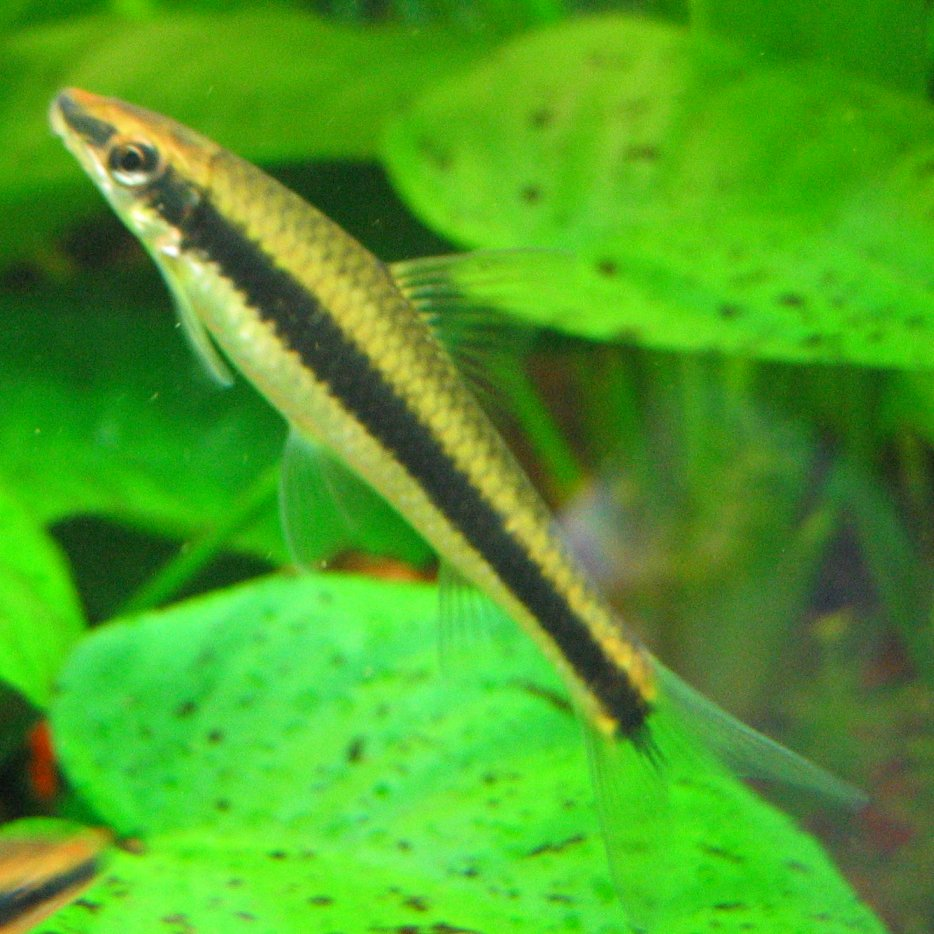
جلبک‌خوار سیامی در آکواریوم
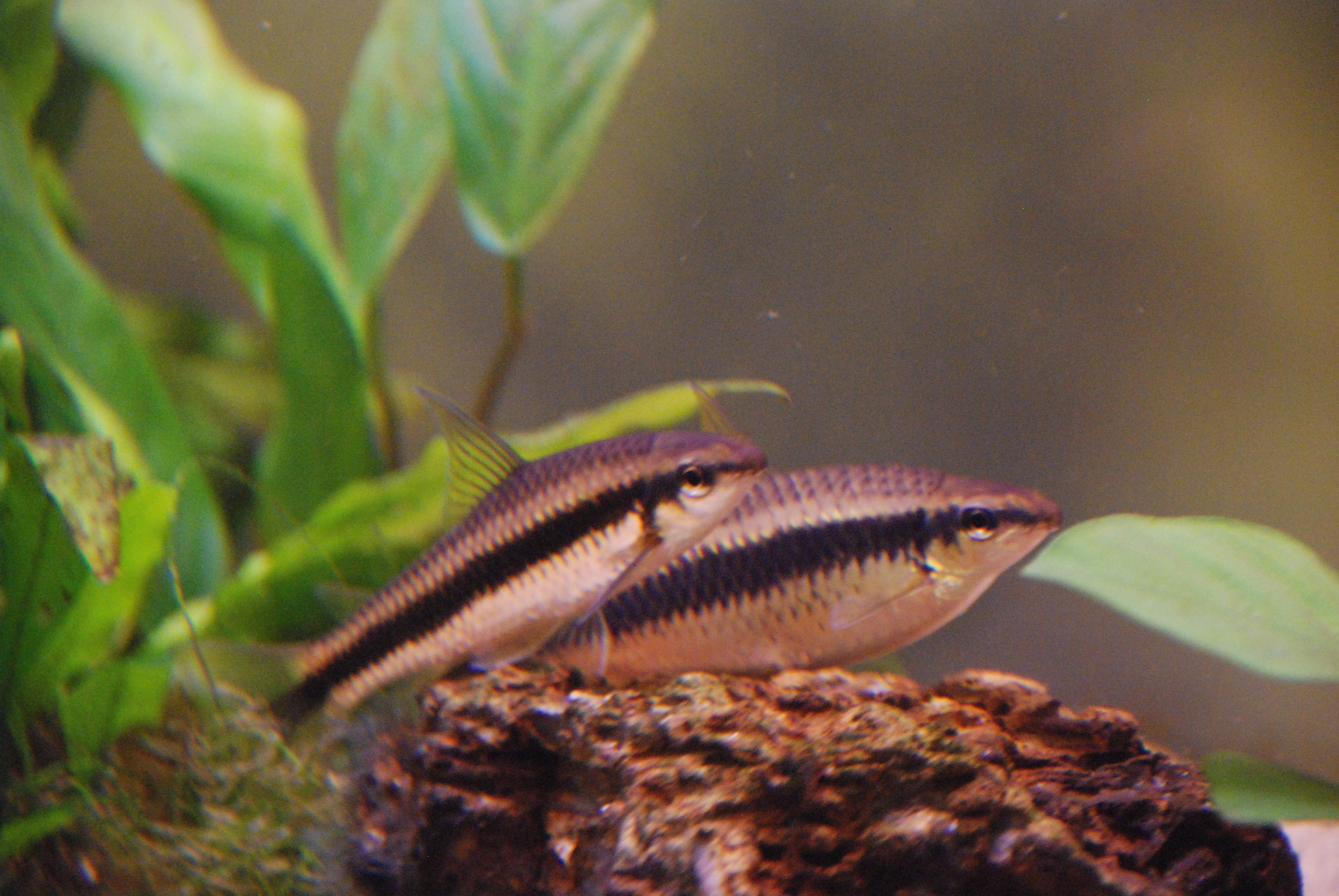
دو ماهی از جنس جلبک‌خوار سیامی بر روی یک سنگ
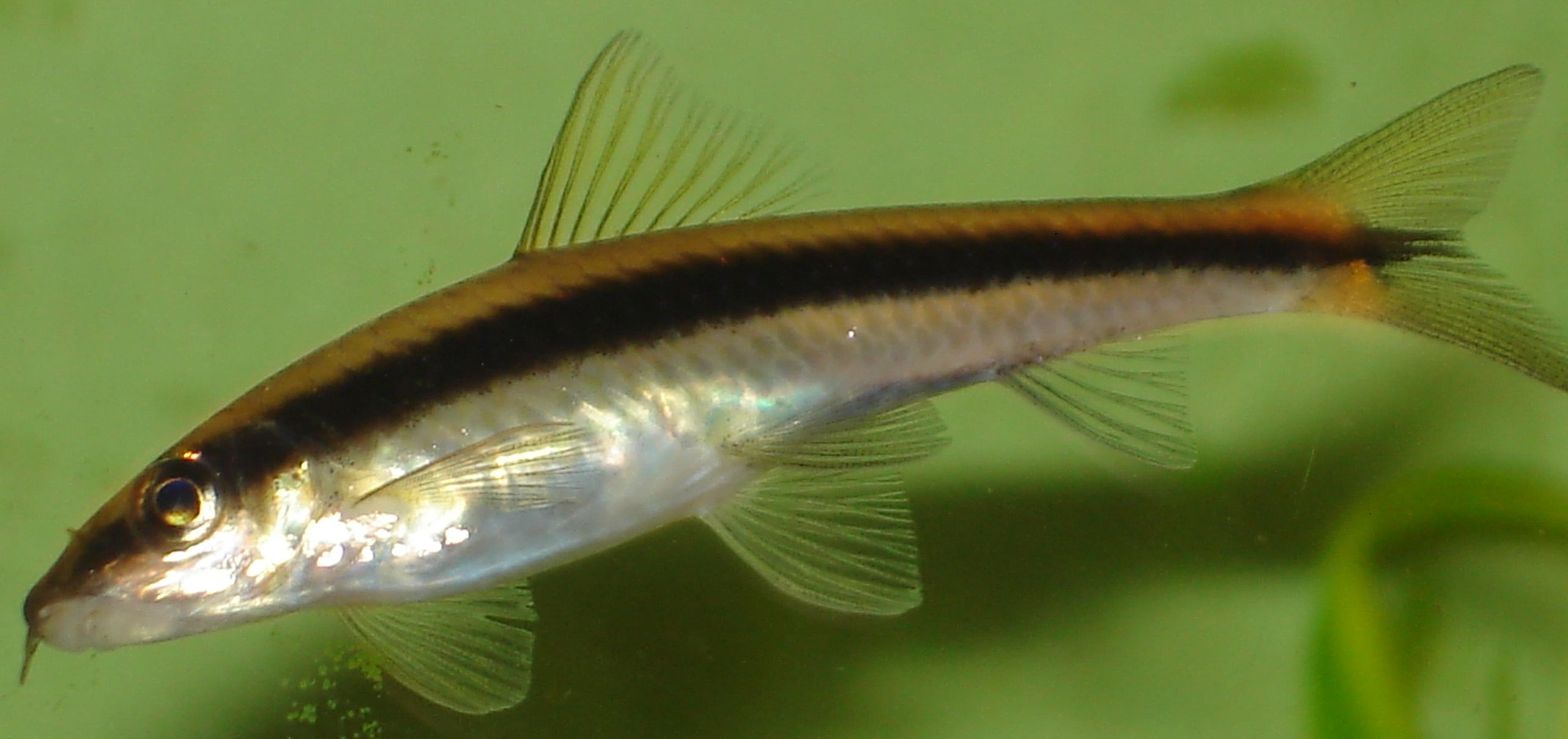
جلبک‌خوار سیامی